# Zornia flemmingioides
Zornia flemmingioides är en ärtväxtart som beskrevs av Stefano Moricand. Zornia flemmingioides ingår i släktet Zornia och familjen ärtväxter. Inga underarter finns listade i Catalogue of Life.